# Nicolas Jacquemot
Nicolas Jacquemot, född 1974 i Karlshamn och uppvuxen i Sölvesborg och Kristianstad är en svensk etnolog och författare.  
Jacquemot har avlagt magisterexamen vid Stockholms universitet och doktorsexamen (PhD) i management vid School of Business, University of Leicester. Parallellt med författarskapet arbetar han som kommunikationsrådgivare i Stockholm där han driver den egna byrån Gold PR. Hans böcker är översatta till flera språk - bland annat danska, engelska, finska och isländska.